# Ordres et décorations en Iran impérial
Jusqu'en 1979 et l'avènement du régime islamique, il existait un grand nombre de décorations militaires et civiles en Iran. L'ordre des Pahlavi était le plus prestigieux. Les deux ordres nationaux étaient ceux de la Couronne d'Iran et du Lion et du Soleil. Ils étaient aussi bien décernés aux militaires qu'aux civils. 
Ils se portaient selon les mêmes règles que la Légion d'honneur ou l'ordre national du Mérite en France.

## Ordre des Pahlavi
L'ordre des Pahlavi était exclusivement réservé aux membres de la famille impériale et aux souverains et chefs d'État étrangers.

## Ordre de la Couronne d'Iran
L'ordre de la Couronne d'Iran était le plus important et le plus prestigieux après l'ordre des Pahlavi. Il comprenait cinq classes.
Le grand maître de l'ordre était le chah. Les trois premières classes avaient un effectif limité :
- 10 pour la 1re classe ;
- 50 pour la 2e classe ;
- 150 pour la 3e classe.

En général, seuls les Premiers ministres recevaient la 1re classe, exception faite de Ardeshir Zahedi, ministre des affaires étrangères. Il n'y avait aucune limitation pour les 4e et 5e classe.

## Ordre du Lion et du Soleil
L'ordre du Lion et du Soleil, avec un effectif non limité, était décerné à tous ceux qui avaient rendu d'éminents services au pays.